# Lorenz Reinhard
Lorenz Reinhard (* 22. Februar 1700 in Hellingen; † 15. November 1752 in Buttstädt) war ein deutscher lutherischer Theologe, Geistlicher und Gymnasiallehrer.

## Leben
Reinhard war Sohn eines Rossarztes. Er besuchte ab 1714 das damalige akademische Gymnasium in Hildburghausen. Ab 1716 setzte er seine Ausbildung an der Universität Jena fort. Dort wurde er 1718 Adjunkt an der Philosophischen Fakultät. Später kam er als Collaborator an das Gymnasium in Hildburghausen, an dem er 1726 zum Professor der Eloquenz, Poesie und griechischen Sprache aufstieg. 
Reinhard folgte 1727 einem Ruf als Gymnasiallehrer an das Wilhelm-Ernst-Gymnasium Weimar, da das Gymnasium in Hildburghausen aufgelöst wurde. Zugleich wurde er zum Musikdirektor der Stadtkirche Weimar. 1731 lehnte er einen Ruf als Prediger zurück nach Hildburghausen ab. 1736 wurde er Katechet, zweiter Diakonus und Stiftsprediger in Weimar und zudem von Herzog Ernst August I. von Sachsen-Weimar-Eisenach zum Professor der Theologie, Geschichte und Moral am Gymnasium ernannt. Er machte sich um die Entwicklung der Bildungsanstalt verdient. 1737 erhielt er, der ein sehr fruchtbarer Schriftsteller war, von der neugegründeten Universität Göttingen den Grad eines Dr. phil.
Reinhard wurde 1740 an der Universität Altdorf mit der Verteidigung der Dissertation De characterum sponsorio generis humani, quos Theologia naturalis indicat, usu in Theologia naturali zum Dr. theol. promoviert. Im selben Jahr wurde er in die Deutsche Gesellschaft in Göttingen aufgenommen. Ebenfalls 1740 erhielt er die Stelle des ersten Diakons in Weimar. Auch wurde er Mitglied der Lateinischen Gesellschaft in Jena.
Reinhard wurde 1745 die Stelle als Superintendent und Oberpfarrer in Buttstädt übertragen. Dort macht er sich um die Verbesserung der Schulbildung und Katechese verdient. Er starb im Amt.
Der Historiker Johann Paul Reinhard war sein Sohn.

## Werke (Auswahl)
- De Graecae linguae fatis commentatio, Schröder, Wittenberg 1722.
- Historia Graecae linguae critico-litteraria viam pandens ad philologiam Graecam, Brun, Leipzig 1724.
- Compendium historiae philosophicae, Lanck, Leipzig 1725.
- Historia iurisprudentiae naturalis, Martini, Leipzig 1725.
- Synopsis Philosophiae Moralis, Hoffmann, Weimar 1733.
- Specimen Jvris Natvralis De Legibvs Divinis Positivis Vniversalibvs, Mumbach, Weimar 1735.
- Prolvsio De Insigni Vtilitate Jvris Natvralis, Mumbach, Weimar 1739.
- Eine in kurtzen Tabellen verfaßte Einleitung in die Kirchenhistorie des Neuen Testaments, Hemmer, Halle 1739.
- Chronotaxis nova Apocalypseos Ioanneae, Hoffmann, Weimar 1741.
- Opvscvla Ivris Ecclesiastici, Schill, Jena 1750.